# Karin Norman
Karin Margaretha Norman, ogift Öberg, född 29 mars 1947 i Bromma församling i Stockholm, är en svensk socialantropolog. Hon är professor emeritus vid Stockholms universitet.
Norman disputerade 1991 i socialantropologi på en studie om livet i en tysk by och har därefter intresserat sig för flyktingproblematik, ofta med fokus på barns utveckling. Efter Jugoslaviens sönderfall har hon bedrivit fältstudier och beskrivit flyktingskap ur olika aspekter, framför allt om exiltillvarons villkor och följder men också om genusrelationer. I Sverige har han studerat och analyserat unga narkomaners liv.
Hon är dotter till diplomaten Kjell Öberg och Ingrid Falk. Hon gifte sig 1972 med psykoanalytikern Johan Norman (1937–2005) och är mor till författaren Andreas Norman och fil.dr. Ludvig Norman.